# Saison 7 de Naruto Shippuden
Pour un article plus général, voir Liste des épisodes de Naruto Shippuden.
Chronologie
Saison 6 de Naruto Shippuden Saison 8 de Naruto Shippuden

## Légende des tableaux
|  | Épisodes adaptés (sans couleur d'arrière plan) |

|  | Épisodes filler (hors manga) |

Légende : Les épisodes fillers (épisodes hors série exclusifs à l'animé qui ne sont pas dans les mangas) sont surlignés en couleur.

## Saison 7
Diffusée sur TV Tokyo entre le 8 avril 2010 et le 30 septembre 2010, elle contient 26 épisodes.

Diffusée en France sur Game One entre le 6 août 2010 et le 16 juin 2011.
| No | Titre français                                | Titre japonais                             | Titre japonais | Date de 1re diffusion |
| No | Titre français                                | Kanji                                      | Rōmaji | Date de 1re diffusion |
| --- | --------------------------------------------- | ------------------------------------------ | --- | --------------------- |
| 154 | Décryptage                                    | 暗号解読                                   | Angō kaidoku (Décryptage) | 8 avril 2010          |
| [Chapitres 407 à 409] — Naruto et ses amis déchiffrent le code avec l'aide d'un livre de Jiraya. L'équipage appelle alors immédiatement Fukasaku, mais le message n'est pas assez précis pour résoudre le mystère… Fukasaku propose alors à Naruto de l'emmener avec lui au Mont Myôboku pour lui enseigner le « mode ermite », tout comme il l’avait fait avec Jiraya. Note : cet épisode clôt l'arc mineur du déchiffrage du code. |                                               |                                            | |                       |
| 155 | La Première épreuve                           | 第一の課題                                 | Daiichi no kadai (La première épreuve)                                                                                                  | 8 avril 2010          |
| [Chapitres 407 à 419] — Naruto commence l'entraînement et découvre l'histoire de Jiraya en lisant le premier livre de son maître. Pendant ce temps, Pain et Konan se préparent à partir en direction de Konoha pour capturer Naruto et le reste de l'Akatsuki scelle Hachibi qui se révèle n'être qu'un tentacule transformé. Note : cet épisode débute l'arc mineur de l'apprentissage de l'art ermite. |                                               |                                            | |                       |
| 156 | L'élève surpasse le maître                    | 師を超えるとき                             | Shi o koeru toki (Dépasser le maître)                                                                                                   | 15 avril 2010         |
| [Chapitres 417 à 420] — L'entraînement de Naruto continue : celui-ci fait des progrès et parvient à maîtriser le « mode ermite ». Alors que Taka se repose, Sasuke déclare qu'il n'a plus besoin du pouvoir des bijus et que son nouveau pouvoir lui permettra de détruire Konoha pour de bon, il se rend compte que sa vue est troublée. Pendant ce temps, des ninjas de Kumo l'espionnent mais l'un d'eux est tué. Apprenant qu'un Uchiwa a enlevé son frère, le Raikage, furieux, entre alors en action. Il décide alors d'envoyer une équipe afin de remettre une lettre à l' Hokage lui demandant l’autorisation de prendre Sasuke en chasse. Note : cet épisode clôt l'arc mineur de l'apprentissage de l'art ermite. |                                               |                                            | |                       |
| 157 | Attaque sur Konoha                            | 木ノ葉襲撃！                               | Konoha shūgeki! (Konoha attaqué !) | 22 avril 2010         |
| [Chapitres 418 à 421] — Pain et Konan arrivent à Konoha. Ils se séparent en deux groupes, un pour la diversion (Shuradô, Chikushodô et Gakidô) et l'autre pour les recherches (Tendô, Ningendô, Jigokudô et Konan). Ils s'infiltrent, commencent à faire des dégâts dans le village, et recherchent Naruto. Tsunade déclenche alors l'état d'urgence et cherche à faire revenir le jeune ninja. Note : cet épisode débute l'arc mineur de l'attaque de Konoha. |                                               |                                            | |                       |
| 158 | Le Pouvoir de la confiance                    | 信じる力                                   | Shinjiru chikara (Le pouvoir de la confiance)                                                                                           | 29 avril 2010         |
| [Chapitres 420 à 422] — Danzô informe Homura et Koharu de l'attaque de l'Akatsuki sur le village, et l'oeuvre est de Pain, qui vient chercher Naruto. Ces derniers s'opposent au retour du jeune ninja devant Tsunade, mais la Sannin leur passe un savon, en leur disant qu'ils doivent apprendre à faire confiance à la nouvelle génération de ninjas. Le crapaud messager, censé prévenir Naruto, est ensuite tué par Danzô. Pendant ce temps, Kakashi empêche Tendô de s'attaquer à Iruka et le défie en combat singulier. |                                               |                                            | |                       |
| 159 | Pain contre Kakashi                           | ペインＶＳカカシ                           | Pain tai Kakashi (Pain contre Kakashi)                                                                                                  | 6 mai 2010            |
| [Chapitres 420 à 427] — Shuradô intervient mais se fait écraser par Chôji et son père. Tendô repousse toutes les attaques de ses ennemis. Kakashi utilise son « Kaléidoscope hypnotique du Sharingan » pour faire disparaître un missile de Shuradô qui visait Chôji. Ce dernier court révéler à Tsunade les capacités de Tendô, tandis que Kakashi sombre dans les ténèbres, ayant utilisé tout son chakra. |                                               |                                            | |                       |
| 160 | Le Mystère de Pain                            | ペインの謎                                 | Pain no nazo (Le mystère de Pain) | 13 mai 2010           |
| [Chapitres 424 à 426] — Inoichi découvre que les avatars de Pain sont des cadavres. Chikushodô détruit le centre de détention et affronte Ibiki tandis que Shizune, Ino et son père partent au centre de décryptage pour connaître le secret de Pain. Pendant ce temps, Fukasaku essaie de fusionner avec Naruto mais Kyûbi l'en empêche. |                                               |                                            | |                       |
| 161 | Mon nom est Sarutobi, mon prénom Konohamaru   | 姓は猿飛、名は木ノ葉丸！                   | Sei wa Sarutobi, na wa Konohamaru! (Mon nom est Sarutobi, mon prénom est Konohamaru !)                                                  | 20 mai 2010           |
| [Chapitres 425 à 428] — Konohamaru voit deux ninjas se faire enlever leurs âmes par Jigokudô. Ebisu intervient tentant de sauver Konohamaru. Au moment où il allait être achevé, son élève intervient. Il neutralise Jigokudô avec l’« Orbe tourbillonnant », enseigné par Naruto. |                                               |                                            | |                       |
| 162 | Le monde connaîtra la souffrance              | 世界に痛みを                               | Sekai ni itami o (Dans le monde, la souffrance)                                                                                         | 27 mai 2010           |
| [Chapitre 427 à 430] — Tendô discute avec Tsunade. Pendant ce temps, Ningendô arrache l'âme de Shizune et découvre que Naruto se trouve au Mont Myôboku. Tendô fait alors exploser Konoha avec la puissance maximale de sa technique de répulsion. Naruto revient au village en mode ermite, accompagné des crapauds Fukasaku, Shima, Gamabunta, Gamahiro, Gamaken et Gamakichi. Note : cet épisode clôt l'arc mineur de l'attaque de Konoha. |                                               |                                            | |                       |
| 163 | Explosion ! Le Mode ermite                    | 爆発！仙人モード                           | Bakuhatsu! Sennin mōdo (Explosion ! Le mode ermite)                                                                                     | 3 juin 2010           |
| [Chapitres 430 à 432] — Naruto détruit Shuradô avec l'« Orbe tourbillonnant » et demande à Gamakichi de mettre Tsunade à l'abri. Pendant que les crapauds se battent avec les invocations de Chikushodô, Naruto neutralise Gakidô d'un coup de poing. Refusant de discuter avec Tendô, il lance l'« Orbe shuriken » en direction des quatre corps de Pain restants… Note : cet épisode débute l'arc mineur de Naruto contre Pain. |                                               |                                            | |                       |
| 164 | Danger ! Le mode ermite s'est éteint          | 危機！消えた仙人モード                     | Pinchi! Kieta sennin mōdo (Danger ! Le mode ermite s'est éteint)                                                                        | 10 juin 2010          |
| [Chapitres 432 à 434] — Ningendô est désintégré par l'« Orbe shuriken » et Chikushodô est battu avec un double « Orbe tourbillonnant », mettant fin aux invocations de Pain. Naruto a épuisé tout son chakra d'ermite, mais réussit à le réactiver en invoquant un clone ayant accumulé de l'énergie naturelle au Mont Myôboku. Gakidô, ressuscité, absorbe un nouvel « Orbe shuriken ». Jigokudô, dont Naruto comprend l'utilité pour ressusciter les autres avatars, est à son tour battu avec un double « Orbe tourbillonnant ». Gamabunta, Gamahiro et Gamaken sont repoussés par Tendô qui a retrouvé son pouvoir de répulsion. Fukasaku et Shima s'apprêtent à lancer leur genjutsu « Illusion mystique-Concert polyphonique des crapauds » pour piéger Tendô et Gakidô, les deux avatars restant… |                                               |                                            | |                       |
| 165 | Capture de Kyûbi : Mission accomplie          | 九尾捕獲完了                               | Kyūbi hokaku kanryō (Capture de Kyûbi : mission accomplie)                                                                              | 17 juin 2010          |
| [Chapitres 434 à 436] — Ayant trop absorbé de chakra d’ermite, Gakidô se transforme en crapaud de pierre. Tendô attire alors Fukasaku pour ne pas se faire piéger par le genjutsu le tue en le transperçant, puis coince Naruto à terre en lui transperçant les mains avec un récepteur de chakra. Il lui explique ensuite sa vision de la paix : il pense que c'est ce n’est qu’en faisant souffrir le monde que la paix peut exister, mais Naruto refuse sa conception. |                                               |                                            | |                       |
| 166 | Confessions                                   | 告白                                       | Kokuhaku (Confessions) | 24 juin 2010          |
| [Chapitre 437] — Alors que Tendô allait emmener Naruto avec lui, Hinata décide d'intervenir pour sauver Naruto. Elle déclare son admiration et ses sentiments pour Naruto puis se lance dans le combat, mais Tendô la repousse avec la Répulsion Céleste et la poignarde sous les yeux de Naruto qui est alors submergé par le chakra de Kyûbi. |                                               |                                            | |                       |
| 167 | Naissance de l’astre divin                    | 地爆天星                                   | Chibaku Tensei (Naissance de l’astre divin)                                                                                             | 1er juillet 2010      |
| [Chapitres 437 à 439] — Fou de rage, Naruto libère le chakra de Kyûbi sous la forme d'un démon à six queues et perd tout contrôle, affolant Yamato. Ne parvenant pas à prendre l’ascendant sur le bijū, Tendô utilise sa technique de « Naissance de l'astre divin » enfermant Naruto-Kyûbi dans une petite lune en altitude attirant une grande quantité de matière. Après avoir sorti deux queues de plus, Kyûbi demande à Naruto dans son subconscient d'enlever le sceau qui le retient ; alors que le jeune ninja s’apprête à s’exécuter, le 4e Hokage apparaît et l'en empêche… |                                               |                                            | |                       |
| 168 | Le Hokage Quatrième du nom                    | 四代目火影                                 | Yondaime Hokage (4e Hokage) | 15 juillet 2010       |
| [Chapitres 439 à 442] — Naruto apprend que le quatrième Hokage est son père et est très ému de le rencontrer, bien que plein de rancœur envers lui pour le fait de lui avoir imposé Kyûbi. Minato explique à son fils qu'il a scellé le démon en lui car il savait qu’il serait capable de maîtriser ce pouvoir. Il lui raconte également que Tobi était à l'origine de l'attaque du village par Kyûbi seize ans auparavant et qu’il devait protéger durablement Konoha du démon avant de mourir. Après avoir réparé le sceau, Minato confie à Naruto qu'il a confiance en lui. Grâce à cette déclaration, Naruto reprend courage et refoule Kyûbi, repassant en « mode ermite ». Naruto reprend alors le combat contre Tendô, parvenant à localiser Nagato grâce aux récepteurs de chakra utilisés par son adversaire ; puis il parvient à se défaire du dernier corps de Pain avec « l’Orbe Tourbillonnant ». Note : cet épisode clôt l'arc mineur de Naruto contre Pain. |                                               |                                            | |                       |
| 169 | Deux Élèves                                   | ふたりの弟子                               | Futari no deshi (Deux élèves) | 22 juillet 2010       |
| [Chapitres 442 à 444] — Pendant ce temps, Hinata a survécu, soignée par Sakura. En utilisant les récepteurs à chakra de Tendô et le « mode ermite », Naruto se dirige vers celui qui le manipulait, Nagato. Grâce au chakra de Kyûbi combiné au « mode ermite », Naruto résiste à Nagato, mais ne trouve pas la force de le tuer. Naruto demande alors à Nagato de raconter son histoire afin de pouvoir donner sa réponse. |                                               |                                            | |                       |
| 170 | L’Héritage du Quatrième du nom - 1re partie   | 大冒険! 四代目の遺産を探せ・前編           | Daibōken! Yondaime no isan o sagase - Zenpen (Grande aventure ! La quête de l'héritage du quatrième - 1re partie)                       | 29 juillet 2010       |
| Naruto entend parler de l'héritage du 4e Hokage par Jiraya. Il va demander des détails au 3e Hokage, à Iruka et à Anko sans aucun succès, puis il rencontre Gaï et lui donne une brochure sur l'héritage du 4e. Chôji raconte ce qu’il a entendu à Ino et Shikamaru, et ils font la course pour savoir qui aura l'héritage, puis affrontent une araignée. |                                               |                                            | |                       |
| 171 | L’Héritage du Quatrième du nom - 2e partie    | 大冒険! 四代目の遺産を探せ・後編           | Daibōken! Yondaime no isan o sagase - Kōhen (Grande aventure ! La quête de l'héritage du quatrième - 2e partie)                         | 29 juillet 2010       |
| L'histoire se passe la veille de la dernière étape de l'examen chūnin. Ce jour-là, Naruto, Sakura, Shikamaru, Ino et Chôji partent à la quête de l'héritage du 4e Hokage. En suivant les instructions du parchemin, les deux équipes traversent différentes étapes, imaginées par Gaï. Mais à la dernière étape, des ninjas d'Ame, eux aussi à la quête de l'héritage du 4e Hokage, piègent ceux de Konoha. Sasuke arrive et les élimine avec sa toute nouvelle technique « Les Mille oiseaux », enseignée par Kakashi. |                                               |                                            | |                       |
| 172 | Rencontres                                    | 出逢い                                     | Deai (Rencontres) | 5 août 2010           |
| [Chapitres 444 à 446] — Par le passé, Nagato a perdu ses parents, tués par erreur par des ninjas de Konoha, alors qu'il n'était encore qu'un enfant, lors de la 3e guerre ninja. Orphelin, il rencontre un chien qu’il adopte, Chibi. Alors qu’il s’apprête à mourir de faim, il fait la rencontre de Konan et de Yahiko. Tous les trois survivent en volant de la nourriture. Un jour, ils se retrouvent au milieu du combat entre Hanzô et les trois sannin ; Chibi meurt dans une explosion, et Yahiko décide de devenir fort pour changer l’avenir de leur pays ; ils décident d'apprendre le ninjutsu, et abordent les Sannin… Note : cet épisode débute l'arc mineur de l'histoire de Nagato. |                                               |                                            | |                       |
| 173 | La Naissance de Pain                          | ペイン誕生                                 | Pain tanjō (La naissance de Pain) | 12 août 2010          |
| [Chapitres 446-447] — Jiraya décide de rester pour former ces trois orphelins… Après le départ de Jiraya, Yahiko et ses deux amis acquièrent une certaine réputation dans le monde ninja en montant une association pour promouvoir la paix entre les principaux pays constamment en guerre. Hanzô, craignant pour sa suprématie sur Ame et voulant se débarrasser de ce nouveau leader gênant, s’associe à Danzô qui lui voulait de l’aide pour devenir Hokage pour leur tendre une embuscade. Prenant Konan en otage, ils forcent Nagato à tuer Yahiko, qui se précipite de lui-même sur le kunaï tenu par Nagato afin de sauver Konan. Devenant fou de rage, Nagato invoque le démon hérétique et tue un grand nombre de ninjas. Après avoir perdu la plupart des amis de son groupe, Nagato considère la vision de Jiraya comme une utopie et décide d’imposer sa propre vision de la paix en prenant le contrôle du monde via Akatsuki.                                |                                               |                                            | |                       |
| 174 | La Légende de Naruto                          | うずまきナルト物語                         | Uzumaki Naruto monoogatari (La légende de Naruto Uzumaki)                                                                               | 19 août 2010          |
| [Chapitres 448-449] — Après ces révélations, Naruto décide finalement de ne pas tuer Nagato et s'entête à continuer de croire aux convictions de Jiraya. Il sort le premier livre de Jiraya, inspiré par Nagato et dont le héros s’appelle Naruto. Pour cette raison, il décide de croire en lui. Il exécute alors une technique… Note : cet épisode clôt l'arc mineur de l'histoire de Nagato. |                                               |                                            | |                       |
| 175 | Le Héros de Konoha                            | 木ノ葉の英雄                               | Konoha no eiyū (Le héros de Konoha) | 26 août 2010          |
| [Chapitres 449-450] — Nagato se sacrifie en ressuscitant les personnes tuées lors de l’attaque de Konoha. Konan place aussi ses espoirs en Naruto en lui offrant un bouquet de fleurs faites en papier et lui assure que le Pays de la Pluie sera à ses côtés pour réaliser ses rêves. De retour au village, Naruto est accueilli en héros par tous les habitants. Note : cet épisode clôt l'arc majeur de l'art ermite et du secret de Pain. |                                               |                                            | |                       |
| 176 | Chapitre de Konoha : Iruka, professeur novice | 過去篇～木ノ葉の軌跡～新米教師イルカ       | Kakohen - Konoha no kiseki - Shinmai kyōshi Iruka (Histoires du passé - Scène d’action de Konoha - Iruka, professeur novice)            | 2 septembre 2010      |
| Zetsu apprend la défaite de Pain et part en informer Madara. Iruka Umino se retrouve face à l'Académie ninja en ruines. Il se remémore alors l’époque où il a commencé à enseigner. Un jour, le 3e Hokage lui force la main pour prendre en charge Naruto Uzumaki, le réceptacle du démon Kyûbi responsable de la mort des parents d’Iruka. Note : cet épisode débute l'arc filler de l'histoire de Konoha. |                                               |                                            | |                       |
| 177 | Chapitre de Konoha : L’Épreuve d'Iruka        | 過去篇～木ノ葉の軌跡～イルカの試練         | Kakohen - Konoha no kiseki - Iruka no shiren (Histoires du passé - Scène d’action de Konoha - L’épreuve d'Iruka)                        | 9 septembre 2010      |
| Rejeté par une grande majorité des villageois, Naruto commet beaucoup de bêtises pour se faire remarquer. Iruka, ne parvenant pas à voir en Naruto autre chose que le démon cherche à se faire démettre de sa charge, mais il reprend courage après une discussion avec Kakashi Hatake, Iruka se souvient comment il est devenu professeur : jeune ninja, son caractère doux risquait de mettre ses camarades d’équipe en danger ; se souvenant du discours sur la Volonté du Feu que lui avait fait le 3e Hokage après la mort de ses parents, il a décidé de la transmettre à la génération suivante. Kakashi lui rappelle que pour enseigner, il faut d’abord s’ouvrir soi-même aux autres. Un jour, un camarade, voulant se venger d’une blague de Naruto, fait croire à ce dernier qu’il veut être son ami et l’envoie sur une colline où rôdent des espions ennemis…                                                                                                  |                                               |                                            | |                       |
| 178 | Chapitre de Konoha : La Décision d’Iruka      | 過去篇～木ノ葉の軌跡～ イルカの決意        | Kakohen - Konoha no kiseki - Iruka no ketsui (Histoires du passé - Scène d’action de Konoha - La décision d’Iruka)                      | 16 septembre 2010     |
| Naruto et Iruka sont poursuivis par les ennemis qui sont finalement neutralisés par Kakashi. Iruka se rend compte que Naruto est tel qu’il était après être lui-même devenu orphelin ; il remercie alors le 3e Hokage d'être le professeur de Naruto et de pouvoir lui transmettre la « Volonté du Feu » ; fin des souvenirs d’Iruka. Tandis que Madara apprend la défaite de Pain et la trahison de Konan, Sasuke décide de marcher sur Konoha avec son équipe Taka. Alors que Yamato constate la destruction de Konoha, Madara envoie Kisame à la recherche de Killer Bee… |                                               |                                            | |                       |
| 179 | Kakashi Hatake, Jônin en chef                 | 過去篇～木ノ葉の軌跡～担当上忍はたけカカシ | Kakohen - Konoha no kiseki - Tantō jōnin Hatake Kakashi (Histoires du passé - Scène d’action de Konoha - Kakashi Hatake, Jônin en chef) | 30 septembre 2010     |
| Tsunade est dans le coma pour avoir utilisé trop de chakra afin de protéger les villageois, et un conseil se déroule donc pour choisir un Hokage par intérim ; Danzô est choisi par le seigneur du Pays du Feu. En regardant Naruto et Sakura, Kakashi se remémore alors l’époque où le 3e Hokage lui a demandé de prendre en charge Naruto, Sasuke et Sakura. |                                               |                                            | |                       |